# 全国司法書士法人連絡協議会
一般社団法人全国司法書士法人連絡協議会（いっぱんしゃだんほうじんぜんこくしほうしょしほうじんれんらくきょうぎかい）は、司法書士法人の執務や経営を支援し、その地位の向上に寄与し、会員の情報交換、交流の場所を提供することにより会員相互の親睦を深め、もって司法書士法人制度の発展を図ることを目的として設立された司法書士法人による任意団体である。主に司法書士法人の同士の連絡の調整、交流の機会の場の提供、司法書士法人制度の研究及び制度に対しての提言を行っている。

## 概要
- 所在地 ： 東京都千代田区
- 理事長 ： 山田晃久
- 設立目的 ： 司法書士法人の執務や経営を支援し、その地位の向上に寄与し、会員の情報交換、交流の場所を提供することにより会員相互の親睦を深め、もって司法書士法人制度の発展を図ることを目的とする。

## 歴史
- 2011年（平成23年） 7月 - 前身組織である全国司法書士法人連絡協議会を設立
- 2013年（平成25年） 5月 - 一般社団法人として法人化